# Literaturjahr 1499
Liste der Literaturjahre

◄ | 1495 | 1496 | 1497 | 1498 | Literaturjahr 1499 | 1500 | 1501 | 1502 | 1503 | ► | ►►

Weitere Ereignisse
Dieser Artikel behandelt das Literaturjahr 1499.

## Ereignisse

### Bibliotheken
Die Universitätsbibliothek Tübingen wird zum ersten Mal in den Quellen erwähnt, 1499 gilt daher als ihr Gründungsdatum. 
Nicolaus Matz stiftet seiner Heimatstadt 117 Bücher, die den Grundstock der Michelstädter Nicolaus-Matz-Bibliothek bilden.

### Neuerscheinungen

#### Prosa

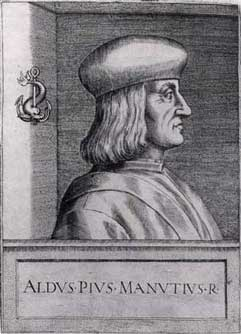
Aldus Manutius

- Aldus Manutius druckt in Venedig den allegorischen Roman Hypnerotomachia Poliphili. Als Autor gilt ein Francesco Colonna, dessen Identität umstritten ist.

#### Lyrik
- Der venezianische Buchdrucker und Verleger Aldus Manutius widmet dem Epikureer Antonio Urceo eine Sammelausgabe von griechischen Episteln für den Gebrauch in der Lehre an der Universität Bologna. Darin enthalten sind auch Werke des Theophylaktos Simokates, die später von Nicolaus Copernicus ins Lateinische übersetzt werden.

#### Drama

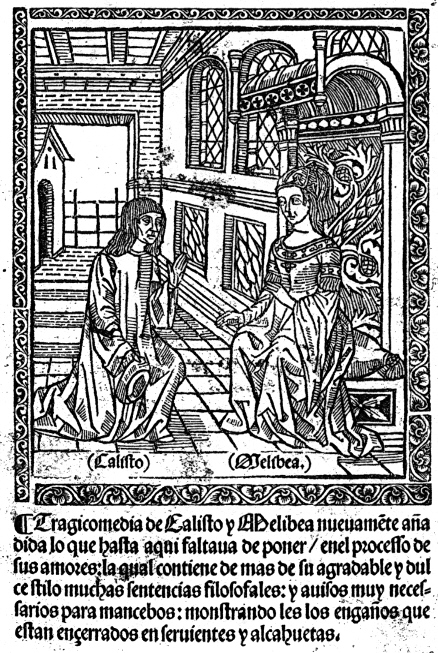
Illustration aus La Celestina

- La Celestina, eine Tragikomödie von Fernando de Rojas, erscheint anonym unter dem Namen Comedia de Calisto y Melibea.

#### Sachliteratur
- 14. August: Eberhardus Stiger de Amersfordia und Johannes Wagner: Commentaria in libros De caelo et mundo Aristotelis.
- 23. August: Johann Koelhoff dem Jüngeren veröffentlicht die in seiner Offizin gedruckte Cronica van der hilliger Stat van Coellen (Kölnische Chronik), eine Chronik in niederdeutscher Sprache zur Geschichte der Stadt Köln von der Erschaffung der Welt bis 1499.

- Polydor Vergil veröffentlicht in Venedig die ersten drei Bände von De rerum inventoribus, ein Kompendium über die Erfindung aller Dinge. Die fünf folgenden Bände werden 1521 in Basel gedruckt.

#### Wörterbücher
- 8. Juli: Der griechisch-italienische Humanist Marcus Musurus bringt in der Druckerei von Nikolaos Vlastos und Zacharias Kallierges in Venedig die erste gedruckte Ausgabe des griechischen Wörterbuchs Etymologicon magnum aus dem 12. Jahrhundert heraus. Außerdem stellt er eine griechische Grammatik zusammen.

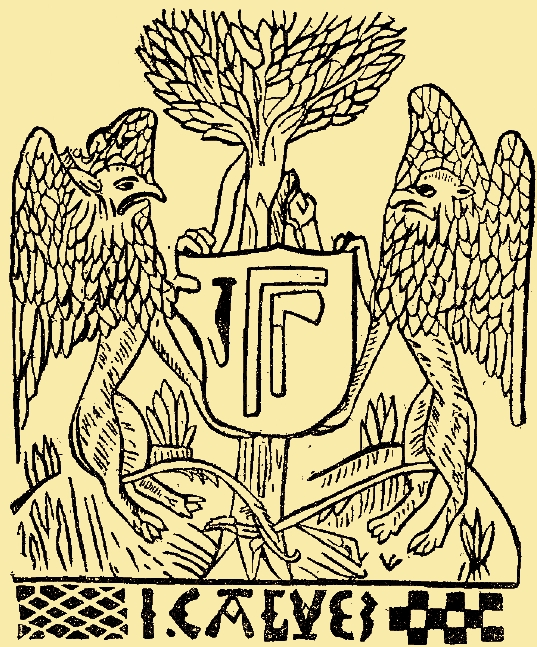
Signet von Jehan Calvez

- 5. November: Das Catholicon erscheint als erstes Wörterbuch der bretonischen und französischen Sprache. Die Inkunabel ist in Tréguier von Jehan Calvez gedruckt.

#### Übersetzungen
- 26. August: Florio und Bianceffora, eine deutsche Übersetzung des Romans Il Filocolo von Boccaccio, erscheint in Metz in der Offizin Hochfeder.

## Geboren

### Geburtsdatum gesichert
- 10. Februar: Thomas Platter der Ältere, Schweizer Gelehrter, Buchdrucker und Schriftsteller († 1582)
- 8. Dezember: Sebald Heyden, deutscher Kantor, Schulleiter und geistlicher Dichter († 1561)

### Genaues Geburtsdatum unbekannt

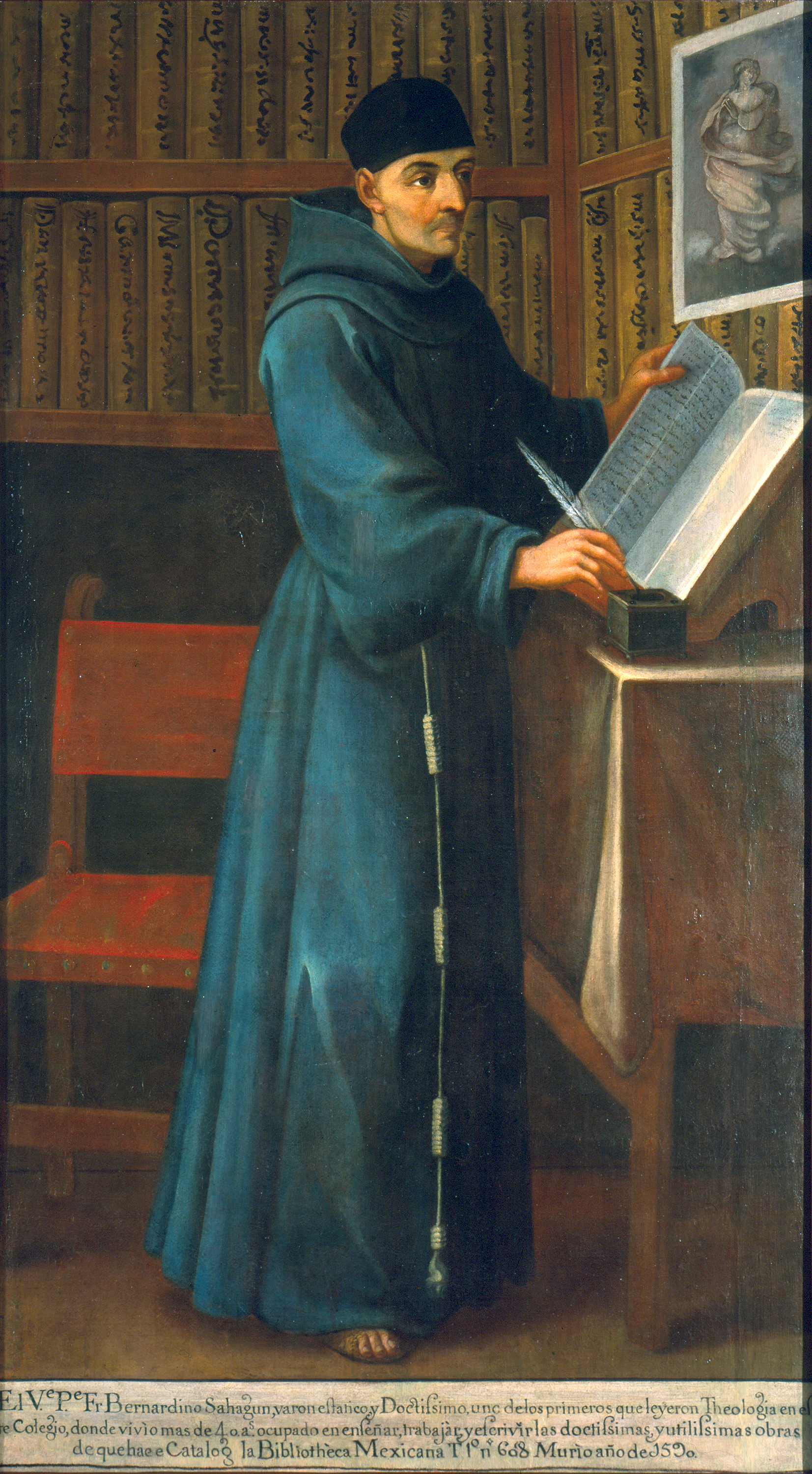
Bernardino de Sahagún; * 1499

- Bernardino de Sahagún, spanischer Missionar und Ethnologe, Verfasser der Historia general de las cosas de Nueva España, einer wichtigen Geschichtsquelle über die Kultur der Azteken
- Thomas Blarer, Konstanzer Jurist und Dichter von Kirchenliedern († 567)
- Robert Estienne, französischer Drucker, Verleger und Lexikograph, († 1599)
- Sebastian Franck, deutscher Theologe, Schriftsteller, Publizist, Chronist, Geograph, Philosoph, Übersetzer und Buchdrucker († 1542)
- Claude Garamond, französischer Typograph und Verleger († 1561)
- Michael Lotter, Magdeburger Buchdrucker, in dessen Werkstatt zahlreiche Schriften der Reformatoren gedruckt wurden († nach 1599).
- Domingo de Santo Tomás, Dominikaner, spanischer Missionar und Verfasser eines Buches über die Quechua-Sprache, († 1570)
- Piero Vettori, italienischer Humanist und Philosoph, Herausgeber von Schriften antiker Autoren († 1585)

## Gestorben

### Todesdatum gesichert

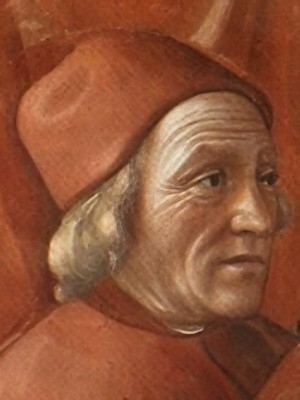
Marsilio Ficino; † 1. Oktober

- 1. Oktober: Marsilio Ficino, italienischer Humanist, Philosoph und Übersetzer (* 1433)

### Genaues Todesdatum unbekannt
- Laura Cereta, italienische Gelehrte, Schriftstellerin und Frauenrechtlerin (* 1469)